# József Méliusz
József Méliusz  (n.12 ianuarie 1909, Timișoara – d. 1 decembrie 1995, București) a fost un poet, traducător și publicist de limbă maghiară din România, membru corespondent al Academiei Române, din anul 1974.

## Biografie
József Méliusz  s-a născut la Timișoara, la 12 ianuarie 1909.

### Studiile
A urmat studii la Timișoara, Cluj, Budapesta, Zürich.
Pe când era la Paris, regimul lui Horthy a cerut extrădarea lui.

## Opera
Lirica sa avea tonalități baladești, cu accente expresioniste, (Cât cuprind cu ochii, Arena).
- Lupii (1931)
- Moștenirea lui Ben Hepburn (1933)
- Înainte de furtună (1936)
- În furtună (1939)
- Parisul învolburat, speranța noastră
- Cântec despre anul 1437, Cronică în versuri (1945, iar traducerea în românește, în 1957) (Se evocă vremea răscoalei de la Bobâlna, din anul 1437)
- Soartă și simbol (1949)
- Împreună cu lumea (1957) (Cuprinde versuri scrise în perioada 1931 - 1956)
- Cât cuprind cu ochii (1960)
- Arena (1968), Premiul Uniunii Scriitorilor
- Vânt de Octombrie (1957) (Publicistică)
- File de jurnal (1962) (Publicistică)
- Hai să jucăm teatru (1957), (Comedie tradusă și în limba română)
- Ceața (1969) (un foarte valoros roman, cu titlul original Város a ködben, tradus și publicat în limba română sub titlul Orașul pierdut în ceață)

## Decorații
- Ordinul „23 August” clasa a V-a (6 mai 1961) „cu prilejul celei de-a 40-a aniversări de la înființarea Partidului Comunist din Romînia, pentru îndelungată activitate în mișcarea muncitorească, pentru merite deosebite în opera de construire a socialismului”[2]
- Ordinul „Meritul Cultural” clasa a III-a (26 septembrie 1966) „pentru merite deosebite în activitatea literară, artistică și de răspîndire a culturii naționale, cu prilejul Centenarului Academiei Republicii Socialiste România”[3]
- titlul de Erou al Muncii Socialiste și medalia de aur „Secera și ciocanul” (4 mai 1971) „cu prilejul aniversării a 50 de ani de la constituirea Partidului Comunist Român, [...] pentru activitate îndelungată în mișcarea muncitorească și merite deosebite în opera de construire a socialismului în patria noastră”[4]
- Ordinul „Steaua Republicii Socialiste România” clasa a II-a (20 august 1984) „pentru contribuția deosebită adusă la înfăptuirea politicii Partidului Comunist Român de făurire a societății socialiste multilateral dezvoltate în patria noastră, cu prilejul celei de-a 40-a aniversări a revoluției de eliberare socială și națională, antifascistă și antiimperialistă”[5]

## Legături externe
- Membrii Academiei Române din 1866 până în prezent – M